# Kövecses-patak

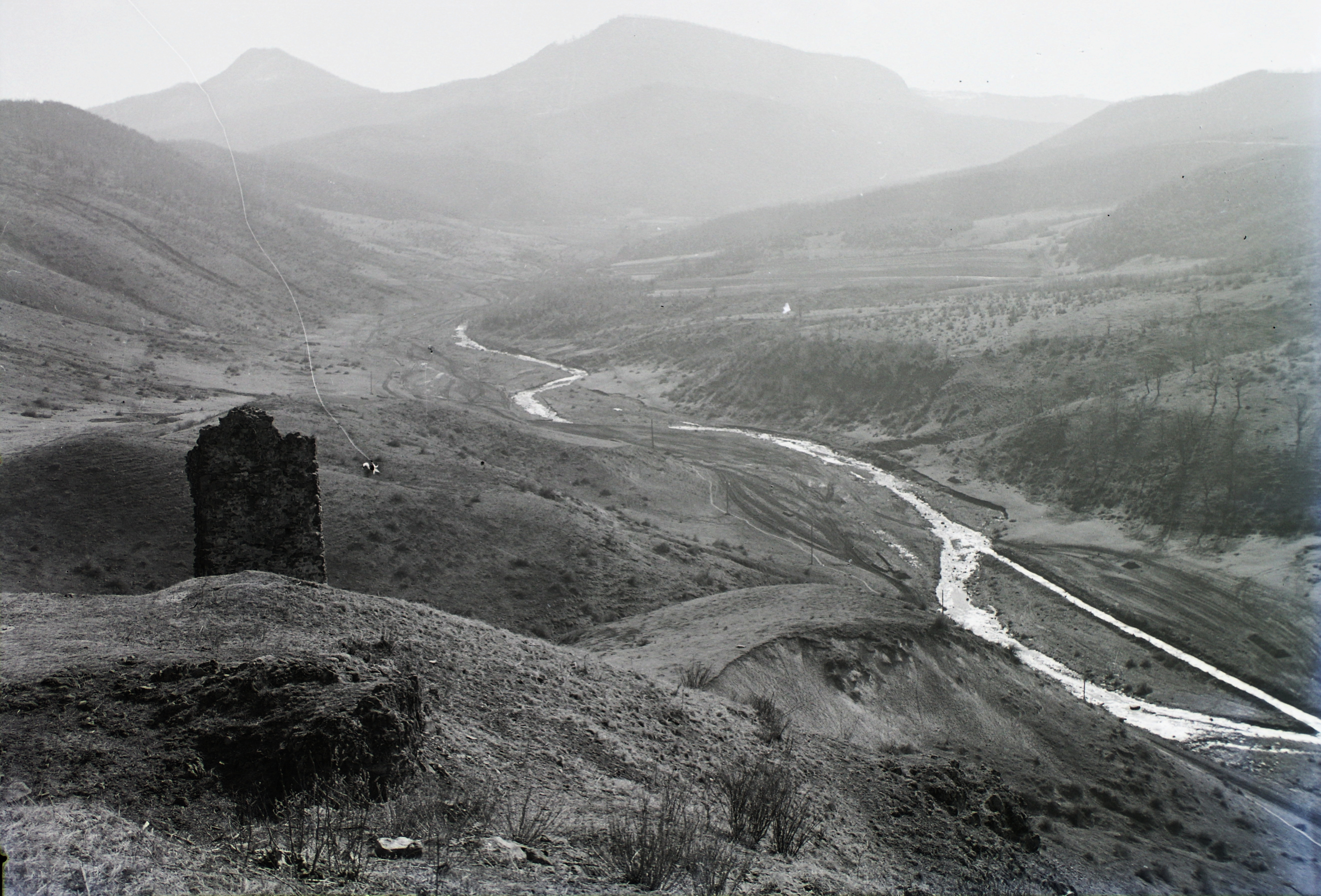
A patak eredeti medre a tározó megépítése előtt.

A Kövecses-patak a Mátrában ered, Nógrád vármegyében, mintegy 650 méteres tengerszint feletti magasságban. A patak forrásától kezdve északnyugati-nyugati irányban halad, majd Pásztónál eléri a Zagyvát. A patak a Csörgő-patak több helyi vízfolyással való egyesüléséből keletkezik, tehát a Csörgő-patak folytatásának tekinthető.
A Kövecses-patak vízgazdálkodási szempontból a Zagyva Vízgyűjtő-tervezési alegység működési területét képezi.

## Élővilága

### Flórája
A patak növényvilágát többek között az alábbi fajok alkotják: karéjos vesepáfrány (Polystichum aculeatum).

## Part menti települések
- Mátrakeresztes
- Hasznos
- Pásztó